# Камінський Епіфаній Данилович
Епіфаній Данилович Камінський (12 травня 1893, с. Таужне — 1966, Олешки, УРСР) — військовий і громадський діяч, полковник Армії УНР і військовий міністр Карпатської України. В роки визвольних змагань служив сотником у повстанському загоні Отамана Юрія Тютюнника, який, у липні 1919 року, був переформований у Київську групу Дієвої армії УНР. З листопада 1919 р. — в еміграції. У 1945 р. — заарештований спіробітниками СМЕРШ та вивезений на територію СРСР. 

## Біографія
Народився в селі с. Таужне, Троянівської волості, Балтського повіту, Подільської губернії, нині Україна (тоді Подільська губернія, Російська імперія). До 1910 року працював на різних сільськогосподарських роботах. У 1910 році вступив на службу канцелярським працівником до завідувача маєтків селянського земельного банку в Балтському повіті. З 1911 до 1913 року працював помічником слюсаря на цукрових заводах с. Грушки та с. Колодязне. З березня до липня 1913 року працював у м. Одеса на будівництві трамвайної лінії. З липня 1913 року до 15 червня 1914 року працював на Юріївському металургійному заводі Єкатеринославської губернії, після чого повернувся працювати в сільське господарство на малу батьківщину.   

### Служба в російській армії
У серпні 1914 року зголосився добровольцем у Російську імператорську армію, де був зарахований рядовим солдатом до 6-ї військово-авіаційної роти в м. Одесі. Вже у вересні 1914 року, командуванням Одеського військового округу був направлений у Першу авіаційну школу в м. Гатчина. У листопаді 1914 року покинув навчання в школі і пішов на фронт у лавах 191-го Ларго-Кагульського полку 48-ї піхотної дивізії.  
У жовтні 1915 року, під час бою був контужений, унаслідок чого потрапив у полон до австро-угорської армії. Остання посада в Російській імператорській армії — командир батальйону, звання — прапорщик. До березня 1918 року перебував у полоні на території Австро-Угорщини. 

### Участь у перших національно-визвольних змаганнях
У березні 1918 року, перебуваючі в таборі військово-полонених у м. Фрайштадт, вступив у Першу стрілецько-козацьку дивізію (Сірожунанники). Разом з дивізією вирушив до м. Володимир-Волинський для проходження вишколу. Був призначений фельдфебелем у 2-гу сотню 1-го полку.
Разом із дивізією був переквартирований на Чернігівщину, де "Сірожупанники" мали завдання охороняти східні кордони від нападів більшовицьких загонів.
Зокрема Василь Прохода згадує про нього таке:
| | Але Сірожупанники були настільки свідомим елементом з почуттям добровільної карности, що антидисциплінарних випадків не було. Лише один раз був бунчужний Єпифаній Каминський допустився бешкету на селянському весіллі, забороняючи з "патріотичного" почуття співати російські пісні, чим викликав обурення селян. ... Взагалі недисциплінований елемент не уживався в рядах сірих і відходив. |
| — Прохода В. Записки непокірливого кн. 1: В Україні – Торонто: Українське Видавництво “Пробоєм” – 1967, стор. 249 | |

Після приходу до влади Гетьмана Павла Скоропадського був звільнений з війська, як не надійний елемент (відмовився складати присягу на вірність Гетьману). У вересні 1918 року вступив до Українського національного союзу та приєднався до підготовки повстання проти Гетьмана Павла Скоропадського. У жовтні 1918 року, як представник Українського національного союзу очолив антигетьманське повстання в районі Голти, Голоскова та Голованівська.  
У грудні 1918 року військовим міністерством УНР було присвоєне звання сотник.  
У січні 1919 року був обраний членом Установчого зібрання Трудового конгресу України від Балтського повіту. Брав участь у проголошенні Соборності Української Народної Республіки в м. Київ 22 січня 1919 року.   
У березні 1919 року, наказом командуючого Південно-східної групи Армії УНР був призначений військовим повітовим комендантом Балтського повіту. В кінці березня 1919 року, на виконання наказу військового міністра УНР, склав повноваження військового повітового коменданта та відбув у розпорядження командира Південно-східної групи Армії УНР отамана Яніва.  
10 квітня 1919 року, в районі м. Вознесенськ, прейшов до армії Отамана Григор'єва, де служив звичайним рядовим козаком. В її лавах брав участь у боях проти французів, де був поранений.  
Лікувався в шпиталі на станції Канатна. 10 травня 1919 року, після одуження, приєднався до 2-го українського повстанського корпусу Отамана Юрія Тютюнника, який у липні 1919 року був переформований у Київську групу Дієвої армії УНР. Командував сотнею, в період відсутності Отамана Юрія Тютюнника в червні 1919 року командув усім корпусом.   
Був важко поранений у праву ногу та легко в ліву, біля с. Антонівка під Сквирою, на Київщині, і був відправлений у шпиталь м. Кам'янець-Подільський, де йому мали робити операцію, та ампутувати ногу. Лікар подивившись, що він такий молодий, юний хлопець, казав, що було б добре, якби його відправили кудись за кордон. Його мали відправити в Австрію на лікування, але потім щось змінилося і його відправили в Прагу, де йому врятували ногу.
На свято Покрови в Кам'янці-Подільському 14 жовтня 1919 року. Для підняття бойового духу армії Головний Отаман Армії УНР Симон Петлюра влаштував урочисту присягу на вірність українській республіці.
| | Головний Отаман звернув увагу на раненого старшину з повстанського загону отамана Юрія Тютюнника — Епіфана Камінського з села Кошаро-Олександрівки Балтського повіту, який перед повстанням повернувся з полону. На запитання Головного Отамана, де поранено Камінського, він відповів, що під Сквирою обидві ноги, а прийшов сюди за допомогою сестри жалібниці, щоб дати присягу, після якої надіється ще вірно послужити Україні, як тільки вилікує рани. По розмові з цим повстанцем Головний Отаман цілує його в чоло і відходить. |
| — Доценко О. Літопис української революції. Матеріяли й документи до історії української революції. Том 2: Книга 4 (1917-1922) – Варшава – 1923, стор. 112 | |

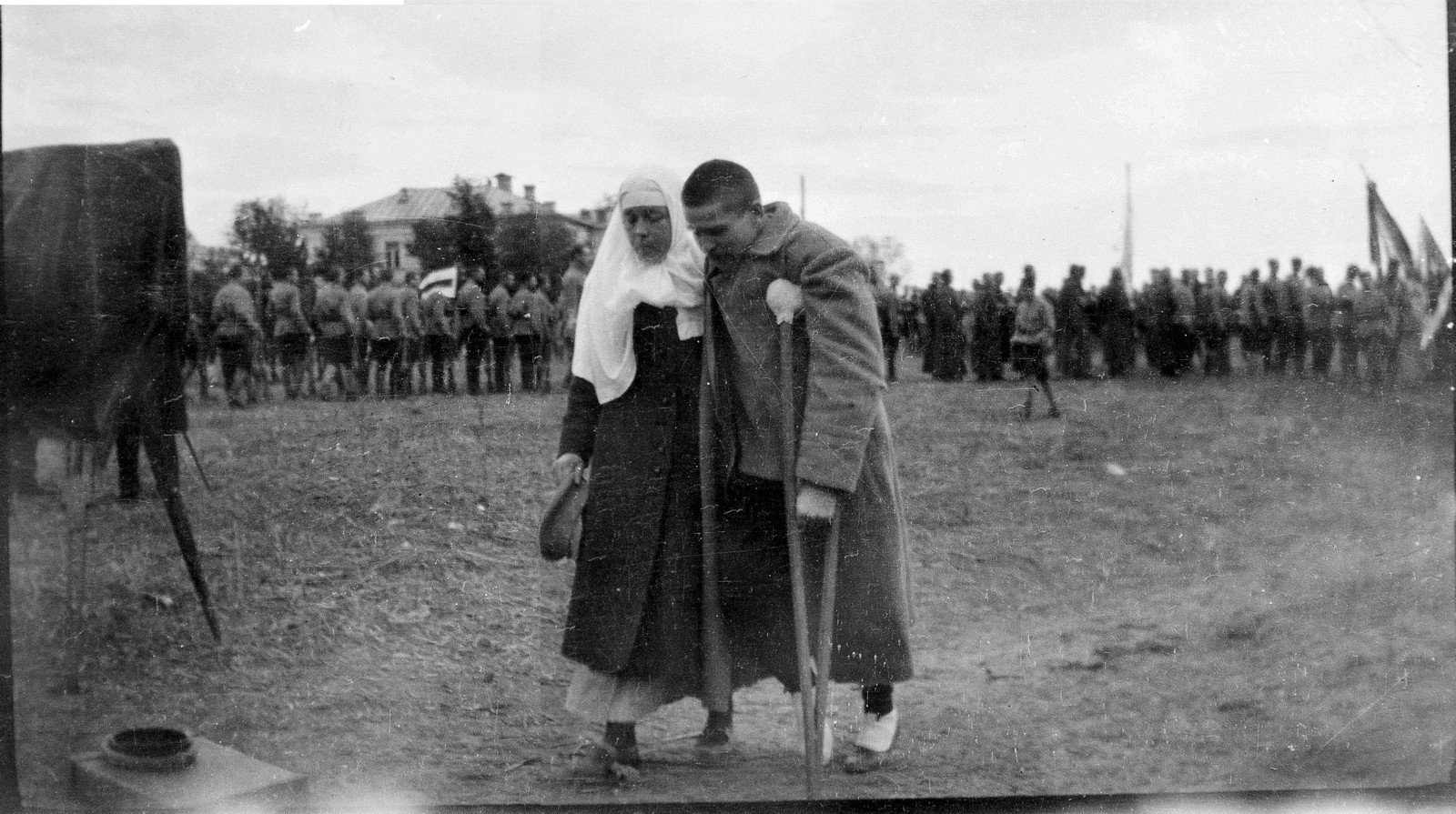
Сотник Епіфаній Камінський та сестра-жалібниця Олена Шенькаржевська під час присяги на вірність Українській Народній Республіці. 14 жовтня 1919 р.

23 листопада 1919 року його, як військового інваліда, було відправлено для проведення операції та лікування у м. Прага, Чехословаччина.

### Еміграція
Жив у еміграції в м. Прага разом зі своєю дочкою Наталією. У 1921 році їздив у Відень до члена Директорії Андрія Макаренка, для отримання грошової допомоги на лікування. З 1921 по 1923 роки був членом Української студентської громади.    
У 1922 році вчився в торговельній школі. З 1921 до 1927 року вчився на юридичному та філософському факультеті Карлового університету в Празі, екзамен на ступінь доктора здавав 17.10.1928 та 8.3.1932, на другому екзамені отримав оцінку "недостатньо", а третій термін не прийшов, отже всупереч деякій інформації, університет не закінчив. У 1928 - 1930 роках вчився у школі політичних наук, одночасно працюючи асистентом у професора Ейхелтман, на кафедрі соціології в Українському університеті у Празі. Отримав титул доктора філософії Українського вільного університету. У 1928 - 1929 роках навчався на Вищих воєнно-наукових курсах генерала Головіна. У 1934 - 1936 роках проходив навчання на курсах "Оборонний семінар", організованих Союзом чеських офіцерів. 
У 1929 році, урядом УНР у екзилі, був підвищений до звання полковника. Тоді ж став активним учасником Української Національної Ради за кордоном, створеної А. Макаренком та Ф. Шевцем.  Продовжував працювати асистентом в Українському університеті в Празі. У той же час за спогадами Василя Проходи, він "присвоїв собі степень полковника, без огляду на те, що був звільнений за анархізм".
Згадка про Епіфанія Камінського міститься у листі Василя Филоновича Володимиру Сальському про погіршення ставлення до української еміграції в Югославії та плани реорганізації Українського військово-наукового товариства у Празі від 19 листопада 1934 р.:
| | В розвиткові Вашого наказу про можливу допомогу ген. Петріву й його організації УВНТ зможу подати деякі інформації лише тепер, бо до цього часу ціла та організація була нечинна. Увесь час панували там заколоти між самими провідниками організації. Цей безлад збільшували ще й такі інтригани, як «полковник» Є. Камінський та відомий Калістрат, генерал Сидорін та другі. |
| — Українська політична еміграція 1919-1945: Документи і матеріали. — К.: Парламентське вид-во, 2008. — 928 с. + 16 с. іл., стор. 507 | |

### Карпатська Україна
З 1935 року регулярно виїздив на територію Підкарпатської Русі для проведення агітації місцевого населення за проголошення незалежної України. У березні 1939 року перебував у м. Хуст, де обійняв посаду військового міністра Карпатської України.

### Повторна еміграція
Після окупації Карпатської України Угорщиною, у 1939 році повернувся на еміграцію в Прагу.  
З 1939 року до 5 травня 1945 року Епіфаній Камінський, із дочкою проживав під німецькою окупацією. В цей період його постійно викликали до гестапо. Він навіть якийсь час відсидів у тюрмі. 
У 1941 році був завербований німецькою розвідкою як перекладач. Перед початком німецько-радянської війни був відправлений через Угорщину та Румунію в Україну, для роботи перекладачем. Однак, не доїхавши до України був відправлений назад у Прагу.  

### Арешт, табори та заслання
4 червня 1945 року був заарештований співробітниками відділу «Смерш» 25-го гвардійського стрілецького корпуса в Празі та вивезений на територію СРСР (у м. Київ, де проходило слідство). Рішенням Особливої наради при МВС СРСР від 02.07.1946 за «…участь у націоналістичних організаціях, які співпрацювали із фашистською Німеччиною проти СРСР» засуджений до 10 років позбавлення волі. Сидів у радянських таборах. 
Василь Прохода знову зустрів Камінського в Харківській в'язниці:
| | Там я зустрів українців, яких вивезли в другій групі з Праги літаком прямо у Харків. З них я пригадую правника д-ра Гайманівського, дуже милу людину, колишнього сотника Армії УНР та пронирливого Єпифанія Камінського з докторським, кандидатським і полковницьким титулами. Останній і тут виявляв свою «бурхливу» чинність, складав список усіх вивезених з ЧСР українців і намагався щось організувати. Я порадив йому залишити свою організаційну діяльність, бо в Радянському Союзі можна щось організувати лише для потреб НКВД та з наказу його органів, а всякі інші організації підпадають під п. 11 ст. 54 карного кодексу УССР. Камінський на становищі інваліда перебував у стаціонарі й було видно що не голодував. Таку «вигоду» в пересильній в'язниці давали не кожному. ... У 1956 році, повертаючись з СРСР до ЧСР, я довідався від одного українця, який повертався до Болгарії, що Камінський перебував в одному з таборів Новосибірського краю, де також був непосидющим і, правдоподібно, мав зв'язок з опер-уповноваженим НКВД. По репатріяції він до ЧСР не повернувся. В 1961 році мені довелось прочитати в ч. 21 «Вістей з України» київського часопису для "українців за рубежом" велику статтю Єпифанія Камінського з його портретом та всіма титулами, включно до присвоєного полковничого звання Армії УНР. В ній від бундючно заявив, що його знає вся українська еміграція, бо він мав особисті стосунки з Симоном Петлюрою, командармом генералом М. Омеляновичем-Павленком, членами Директорії УНР тощо. В тій статті він оганьбив усіх і наплював на той шлях, який він пройшов у 1918-19 роках, каявся в усіх своїх провинах перед радянською владою і для відома всіх, хто його знав поза межами України. Він возвеличив ті колосальні досягнення, що має український нарід під мудрим керуванням комуністичної партії за допомогою братнього великоруського народу, а також оповів про своє радісне життя на рідній Україні, де він працює як виховник а гуртожитку шкільної молоді. |
| — Прохода В. Записки непокірливого т. 2: На чужині. Національно-культурна діяльність, боротьба за існування й перебування “на дні життя”: В Україні – Новий Ульм – 1972, стор. 358, 359 | |

Після відбування терміну отримав дозвіл оселитись у місті Олешки (колишній Цюрупинськ) Херсонської області.
Від його імені в газеті української діаспори «Вісті з України» від 21 лютого 1961 року вийшла розлога стаття:
полковник колишньої армії УНР, доктор філософії Українського Вільного Університету, кандидат прав Старославного Карлового університету, колишній абсольвент школи політичних наук в Празі (Чехословаччина).
…Та я спокійний за долю Радянської України, в якій здійснилися багатовікові мрії українського народу. В єдиній могутній сім'ї Радянського Союзу вона здатна дати нищівну відсіч всім, хто посміє зазіхнути на її священні землі.

газета «Вісті з України», № 21 від 21 лютого 1961 року, арк. 2, 3
Помер в Олешках, Херсонської області УРСР у 1966 році.